# Solor
Solor è un'isola vulcanica appartenente all'arcipelago omonimo (che comprende anche Adonara e Lomblen, più altre isole minori), localizzato ad est di Flores in Indonesia, nelle Piccole Isole della Sonda.
L'isola è compresa amministrativamente nella provincia di Nusa Tenggara Orientale. Sono presenti almeno cinque vulcani su questa isola che misura solo 40 km per 6 km, per una superficie totale di 222 km² ed è coltivata a riso, cocco, mais e cotone; diffusa è la pesca.
Pur essendo l'isola più piccola e meno abitata dell'arcipelago ha avuto una storia più importante durante la colonizzazione portoghese e di conseguenza l'intero gruppo è stato denominato a suo nome. La colonizzazione portoghese iniziò a partire dal 1520 e il principale centro fu la cittadina di Lamakera, sede di una missione dell'ordine domenicano ed il cui forte fu a lungo conteso tra Portoghesi ed Olandesi nel corso della guerra olandese-portoghese.

## Storia
Nel 1520, i portoghesi stabilirono un porto commerciale nel villaggio di Lamakera sul lato orientale dell'isola come porto di transito tra Maluku e la Malacca portoghese. Nel 1562, alcuni sacerdoti domenicani costruirono una fortezza di tronchi di palma che i musulmani giavanesi bruciarono l'anno seguente. Il forte fu ricostruito con materiali più duraturi e i domenicani iniziarono la cristianizzazione della popolazione locale. Nel 1590 la popolazione portoghese e cristiana contava circa 25.000 persone. Vi furono tuttavia ripetuti episodi di resistenza contro i portoghesi e la loro religione; nel 1598-1599, ad esempio, i portoghesi chiesero l'invio di un'armata di 90 navi per reprimere una rivolta dei Soloresi.
Alla fine del XVI secolo i mercanti lasciarono l'isola per stabilirsi a Larantuka sulla vicina Flores, lasciando a Solor solo i padri domenicani. Quando gli olandesi sbarcarono sull'isola nel 1613, i sacerdoti si arresero al primo attacco e furono deportati a Larantuka.
Gli olandesi mantennero il forte, ma non riuscirono a realizzare gli stessi profitti dei mercanti portoghesi. Dopo la diserzione di due comandanti che passarono dalla parte dei portoghesi, gli olandesi abbandonarono Solor. Nel 1636 i portoghesi furono attaccati dagli olandesi e dovettero abbandonare il forte. Nel 1646 gli olandesi occuparono nuovamente il forte. Il primo dei nuovi comandanti fu sospeso, perché sposò una donna indigena. Il secondo comandante sfidò il comandante portoghese in un duello e fu ucciso. Nel 1648 gli olandesi abbandonarono l'isola, sulla quale tornarono i sacerdoti domenicani.

## Città e Villaggi
- Aplame
- Balawelin
- Kelike
- Kukuwerang
- Lamakera, Indonesia
- Lamawolo
- Lewograran
- Liko
- Pamakayo
- Balawelin I - Riangtaliha and Lamalewo
- Balawelin II - Riangmuda and Rianglaka
- Daniwato
- Enatukan
- Sulengwaseng
- Kenere
- Lemanu
- Kelike - Lewolo and lamagohan
- Karawatung
- Ongalereng
- Menanga
- Liwo
- Lebao
- Lamboleng
- Apelame
- Buwu-Atagamu
- Lewograran
- Lewohedo
- Amakebo
- Wulublolong
- Lohayong